# Lobbyn
Lobbyn är en svensk komikergrupp bildad 2009 av komikerna Erik Löfmarck, Lasse Nilsen och Agneta Wallin. Inriktningen är nyskriven politisk humor, och gruppens föreställningar handlar om olika aktuella samhällsfrågor. Utöver gruppens fasta medlemmar medverkar olika gästkomiker, samt en inbjuden forskare eller journalist med fördjupade kunskaper i det aktuella ämnet. Lobbyn har under sina två första säsonger satt upp sina föreställningar på Kulturhuset, Stockholm. Lobbyn fick juryns hederspris vid Svenska Stand up-galan 2010.